# Massacro di Pavoloch
Il massacro di Pavoloch fu un omicidio di massa avvenuto il 5 settembre 1941 quando le Einsatzgruppen svuotarono lo shtetl ucraino di Pavoloch dagli ebrei residenti.
L'evento è citato in un episodio nella serie tv Hunters.

## Massacro
Quando iniziò la seconda guerra mondiale, gli ebrei di Pavoloch vivevano nel timore degli attacchi delle Einsatzgruppen, gli squadroni della morte nazisti che avevano già ucciso tanti ebrei nei paesi occupati in precedenza dai tedeschi. Il 5 settembre 1941, durante l'operazione Barbarossa, i loro timori furono giustificati quando arrivò una squadra ed entrò nello shtetl.
I nazisti avevano ricevuto l'ordine dallo SS-Brigadeführer Otto Rasch di sterminare tutti gli ebrei che avessero trovato: radunarono 1.500 ebrei, li portarono al cimitero ebraico situato fuori Pavoloch e li costrinsero a scavare una fossa comune, li fecero inginocchiare e li uccisero. Le Einsatzgruppen, vedendo che il loro lavoro era terminato, riempirono rapidamente la fossa per cancellare ogni traccia della strage e si allontanarono.

## Memoriale
Dopo la fine della guerra, nel cimitero fu eretto un monumento in memoria dei caduti brutalmente uccisi dalle Einsatzgruppen. Inoltre, la vecchia sinagoga, sopravvissuta alla breve occupazione nazista, è ora un museo sulla storia del villaggio e mantiene i documenti di coloro che furono assassinati.